# Négyzetméter

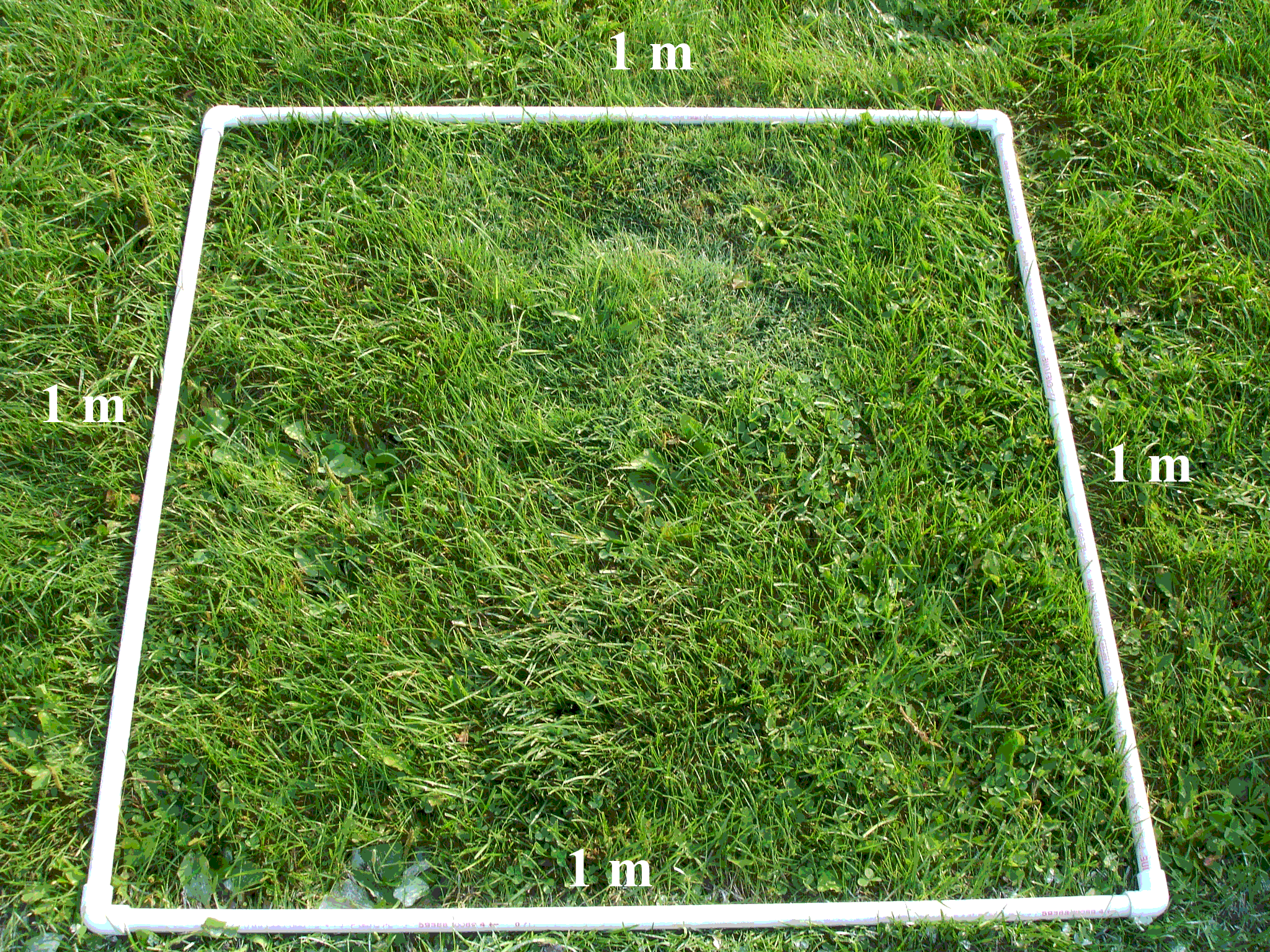

A négyzetméter a terület (származtatott) mértékegysége az SI rendszerben. Jele: m² (az SI szerint), de a hétköznapokban a kevésbé bonyolultan gépelhető nm[forrás?] és m2 rövidítések is előfordulnak.
A négyzetméter meghatározása a következő: az 1 méter oldalhosszúságú négyzet területe. Az SI-mértékegységek közül a méterből származtatható, ami a fény által egy másodperc alatt vákuumban megtett út 1/299 792 458 része. Az SI-előtétszavakkal nagyobb és kisebb egységek alkothatók; a nagyobb egységek a kisebbek többszörösei. A területegységek négyzetre emelése a váltószámokat is négyzetre emeli.
Földterület mérésénél alkalmazott nem SI rendszerű mértékegységek:
- ár: 1 ár = 100 m² = 102 m²
- hektár: 1 ha = 100 ár = 10 000 m² = 104 m² = 0,01 km²
- hold

## Átváltások
|                   | négyzetcentiméter  | négyzethüvelyk | négyzetláb    | négyzetméter   | ár          | acre     | hektár   | négyzetkilométer | négyzetmérföld |
| ----------------- | ------------------ | -------------- | ------------- | -------------- | ----------- | -------- | -------- | ---------------- | -------------- |
| négyzetmérföld    | 25 899 881 103,360 | 4 014 489 6000 | 27 878 4000   | 2 589 988,1103 | 25 899,8811 | 6400     | 258,9988 | 2,5900           | 10             |
| négyzetkilométer  | 10 000 0           | 1 550 003 1000 | 10 763 910,40 | 1 000 0        | 10 0000     | 247,1054 | 1000     | 10               |                |
| hektár            | 100 000 0          | 15 500 0310    | 107 639,1040  | 10 0000        | 1000        | 2,4711   | 10       |                  |                |
| acre              | 40 468 564,2240    | 6 272 6400     | 43 5600       | 4 046,8564     | 40,4685     | 10       |          |                  |                |
| ár                | 1 000 0            | 155 000,310    | 1 076,3910    | 1000           | 10          |          |          |                  |                |
| négyzetméter      | 10 0000            | 1 550,0031     | 10,7639       | 10             |             |          |          |                  |                |
| négyzetláb        | 929,0304           | 1440           | 10            |                |             |          |          |                  |                |
| négyzethüvelyk    | 6,4516             | 10             |               |                |             |          |          |                  |                |
| négyzetcentiméter | 10                 |                |               |                |             |          |          |                  |                |

- 10−28 m² = 1 b (Barn (a mag- és az atomfizikában))
- 10 m × 10 m = 100 m² = 1 a (ár)
- 100 m × 100 m = 10.000 m² = 1 ha (hektár)
- 1 négyszögöl = 0,0003596651 hektár (ha) = 3,596651 négyzetméter (m²)
- 1 négyzetméter = 0,278 négyszögöl

A barn, az ár és a hektár csak korlátozottan alkalmazható. A barn csak az atom- és magfizikában, az ár és a hektár csak földterületek mérésére használható.
Külön szabályok vannak a lakások alapterületének megadására, ezért eltérhetnek a szokásos értelemben vett alapterülettől.
Birodalmi mértékegységek:
- 1 négyzethüvelyk = 6,4516 cm²
- 1 négyzetláb = 144 négyzetinch = 929,0304 cm²
- 1 acre = 43560 négyzetláb = 4046,8564224 m²
- 1 négyzetmérföld = 640 acre = 2,589988110336 km²

### SI előtétszavak
A négyzetméter ugyanazokkal az előtétszavakkal használható, mint a méter.
| Váltószám | Név                        | Jel  |       | Váltószám         | Név | Jel |
| 100       | négyzetméter               | m²   | 100   | négyzetméter      | m²  |     |
| 10²       | négyzetdekaméter (ár)      | dam² | 10−2  | négyzetdeciméter  | dm² |     |
| 104       | négyzethektométer (hektár) | hm²  | 10−4  | négyzetcentiméter | cm² |     |
| 106       | négyzetkilométer           | km²  | 10−6  | négyzetmilliméter | mm² |     |
| 1012      | négyzetmegaméter           | Mm²  | 10−12 | négyzetmikrométer | µm² |     |
| 1018      | négyzetgigaméter           | Gm²  | 10−18 | négyzetnanométer  | nm² |     |
| 1024      | négyzetteraméter           | Tm²  | 10−24 | négyzetpikométer  | pm² |     |
| 1030      | négyzetpetaméter           | Pm²  | 10−30 | négyzetfemtométer | fm² |     |
| 1036      | négyzetexaméter            | Em²  | 10−36 | négyzetattométer  | am² |     |
| 1042      | négyzetzettaméter          | Zm²  | 10−42 | négyzetzeptométer | zm² |     |
| 1048      | négyzetyottaméter          | Ym²  | 10−48 | négyzetyoktométer | ym² |     |

```
1 ár = 0,0001 négyzetkilométer
1 ár = 0,01 hektár
1 ár = 1 ár
1 ár = 100 négyzetméter
1 ár = 10000 négyzetdeciméter
1 ár = 1000000 négyzetcentiméter
1 ár = 100000000 négyzetmilliméter
```

## Gyakori átváltások
Ha a négyzet és a méter szavak közé egy SI-prefixumot teszünk, akkor újabb területegységeket kapunk. Ekkor a négyzet az utána szereplő tagra vonatkozik.

### Négyzetmilliméter
A négyzetmilliméter (jele: mm²) egy SI-területegység. Egy négyzetmilliméter az 1 milliméter = 0,1 centiméter oldalhosszúságú négyzet területe. :100 mm² = 1 cm².

### Négyzetcentiméter
A négyzetcentiméter (jele: cm²) egy SI-területegység. Egy négyzetcentiméter az 1 centiméter = 0,1 deciméter oldalhosszúságú négyzet területe. 100 cm² = 1 dm². A számítógépek elterjedésével a 2-est eleinte nem lehetett felső indexbe tenni, ezért elterjedtek, és máig használatosak a „cm2”, „cm^2”, „cm**2” jelölések.
100 cm² = 1 dm².

### Négyzetdeciméter
A négyzetdeciméter (jele: dm²) egy SI-területegység. Egy négyzetdeciméter az 1 deciméter = 0,1 méter oldalhosszúságú négyzet területe. Használatosak még a „dm^2” és a „dm**2” rövidítések is.
10 000 cm² = 100 dm² = 1 m².

### Négyzetkilométer
A négyzetkilométer (jele: km²) egy SI-területegység. Egy négyzetkilométer az 1 kilométer = 1000 méter oldalhosszúságú négyzet területe.
1 000 000 m² = 1 km².